# Aquilegia elegantula
Aquilegia elegantula, és una espècie de planta herbàcia que pertany a la família de les ranunculàcies.

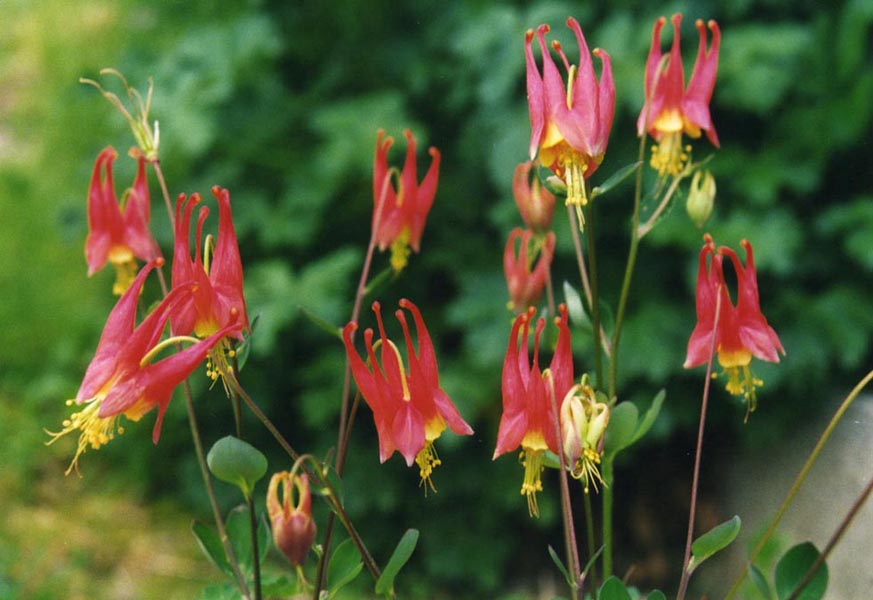
Vista de la planta en flor

## Descripció
És una planta herbàcia rizomatosa perennifòlia que pot arribar a fer una grandària de 10 a 60 cm d'alçada. Les làmines de les fulles són verdes i neixen en llargs i prims pecíols i es divideixen en tres folíols en els quals cada un té lòbuls arrodonits al llarg de les vores davanters. La flor té cinc pètals de fins a 3 cm de llarg, de color vermell brillant als estreps i de color groc verdós o ataronjat a les puntes. Entre els pètals de forma ovalada, es troben els sèpals, que són de color vermellós a color groguenc i es disposen en paral·lel als pètals. Les flors sovint laxes amb la boca cap a terra i els esperons apuntant cap amunt, les flors són pol·linitzades pel colibrí Selasphorus platycercus.

## Distribució i hábitat
És nativa del sud-oest dels Estats Units, i nord de Mèxic, on creix en zones humides de muntanya en els boscos de coníferes.

## Taxonomia
Aquilegia elegantula, va ser descrita per Edward Lee Greene i publicat a Pittonia 4(20B): 14–15, a l'any 1899.
Etimologia
Aquilegia : nom genèric que deriva del llatí aquila = "àguila", en referència a la forma dels pètals de la qual se'n diu que és com l'urpa d'una àguila.
elegantula: epítet llatí que significa "elegant".
Sinonímia
- Aquilegia canadensis var. fendleri Brühl[5]